# Pierre-Denis Martin (1663-1742)
Pour les articles homonymes, voir Pierre-Denis Martin.
Pierre-Denis Martin dit « Martin le Jeune », né en 1663 à Paris et mort le 5 avril 1742 aux Gobelins à Paris (paroisse Saint-Hippolyte), est un artiste peintre français.

## Biographie

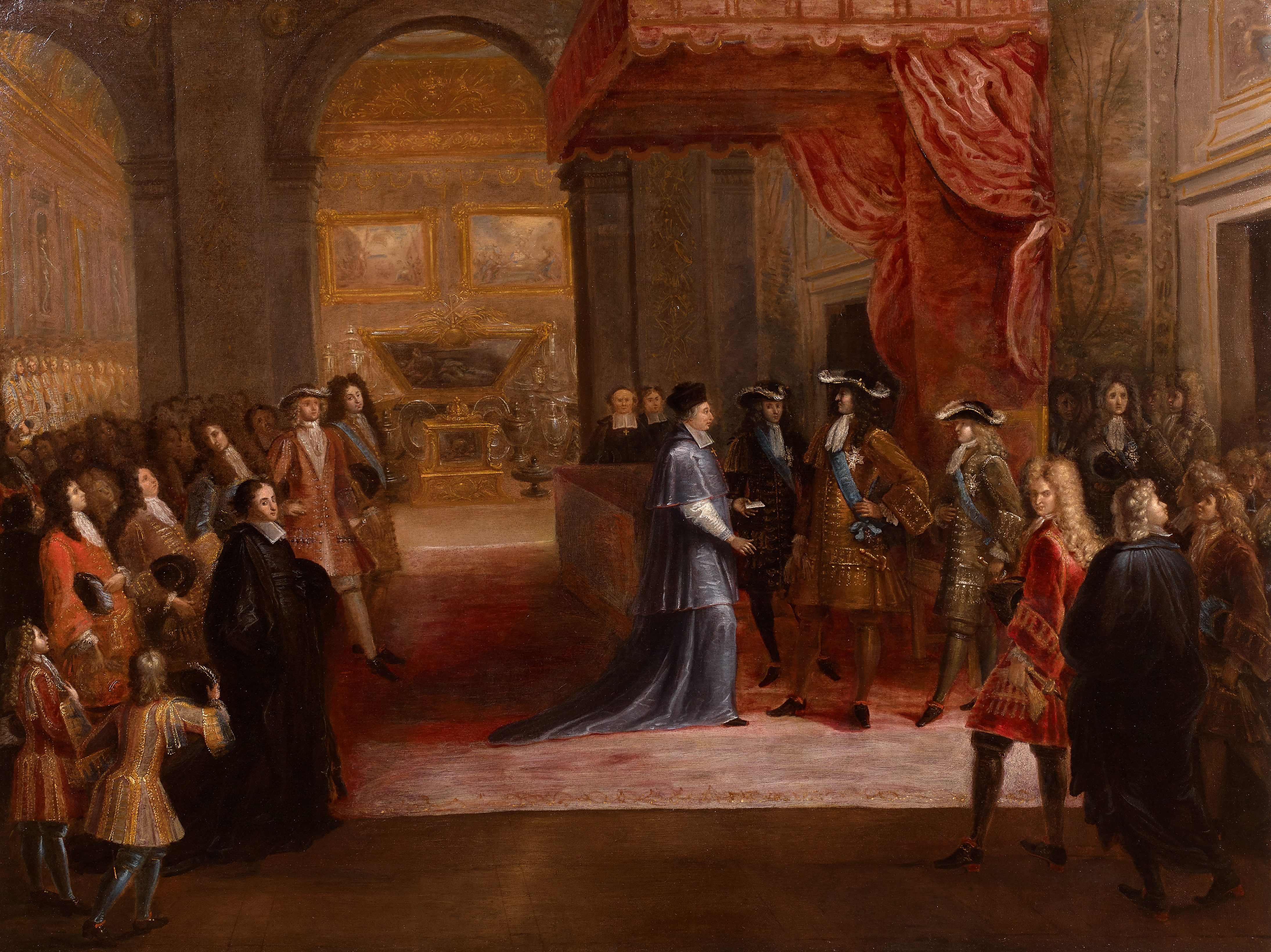
Louis XIV recevant les compliments du nonce et des ambassadeurs sur la mort de Monseigneur, le lundi 27 avril 1711, dans la chambre du roi au château de Versailles. par Pierre-Denis Martin. Musée d'art et d'histoire de Meudon, inv. 2004-3-1.

Fils de Denis Martin, architecte-sculpteur et dessinateur, originaire de Cluny, et qui vint s’établir à Paris vers l’an 1700, et de Françoise Dubut, il étudia sous Parrocel et aussi sous Van der Meulen, mais il n’avait que dix-huit ans quand ce dernier mourut. « Peintre ordinaire et pensionnaire du roy et de sa majesté », il est connu pour avoir peint des chasses, des batailles, des vues de résidences royales. Il a laissé nombre de tableaux présents dans les châteaux royaux français réalisées à l’époque de Louis XIV puis de Louis XV, notamment au château de Versailles et au château de Compiègne. Le Musée du Louvre a de lui une chasse de Louis XIV dans les rochers d’Avon, à Fontainebleau.
Pierre-Denis Martin meurt le 5 avril 1742 et il est inhumé le lendemain dans l'ancienne église Saint-Hippolyte de Paris, disparue en 1807.
Souvent désigné sous le nom de « Martin le jeune », on le croit frère de Jean-Baptiste Ier Martin, dit « Martin des Batailles » ou « Martin des Gobelins », peintre qui succéda à Van der Meulen, à la Manufacture des Gobelins, mais Augustin Jal conteste ceci.

## Œuvres

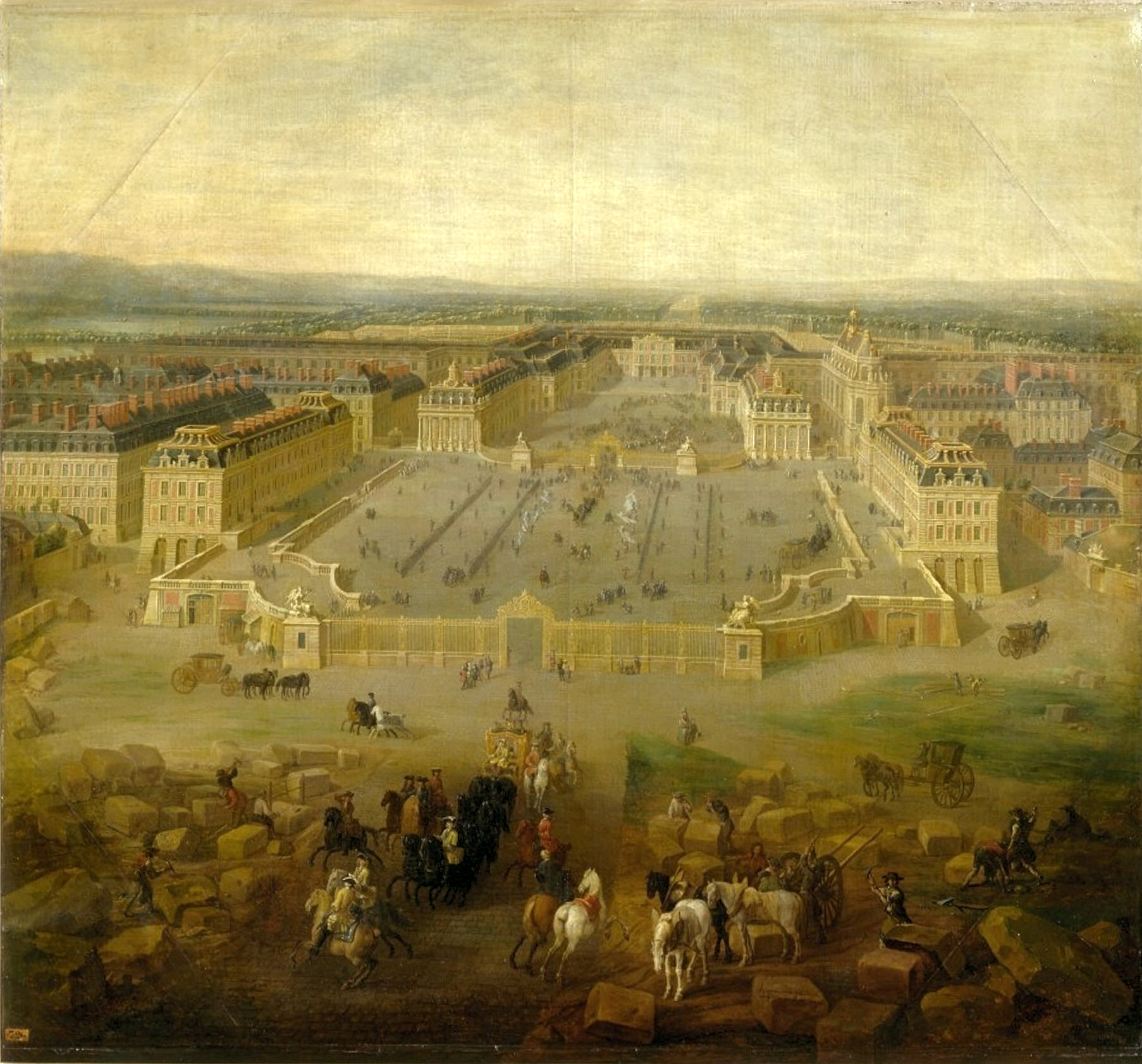
Vue du château de Versailles du côté de la place d'Arme (1722), château de Versailles.

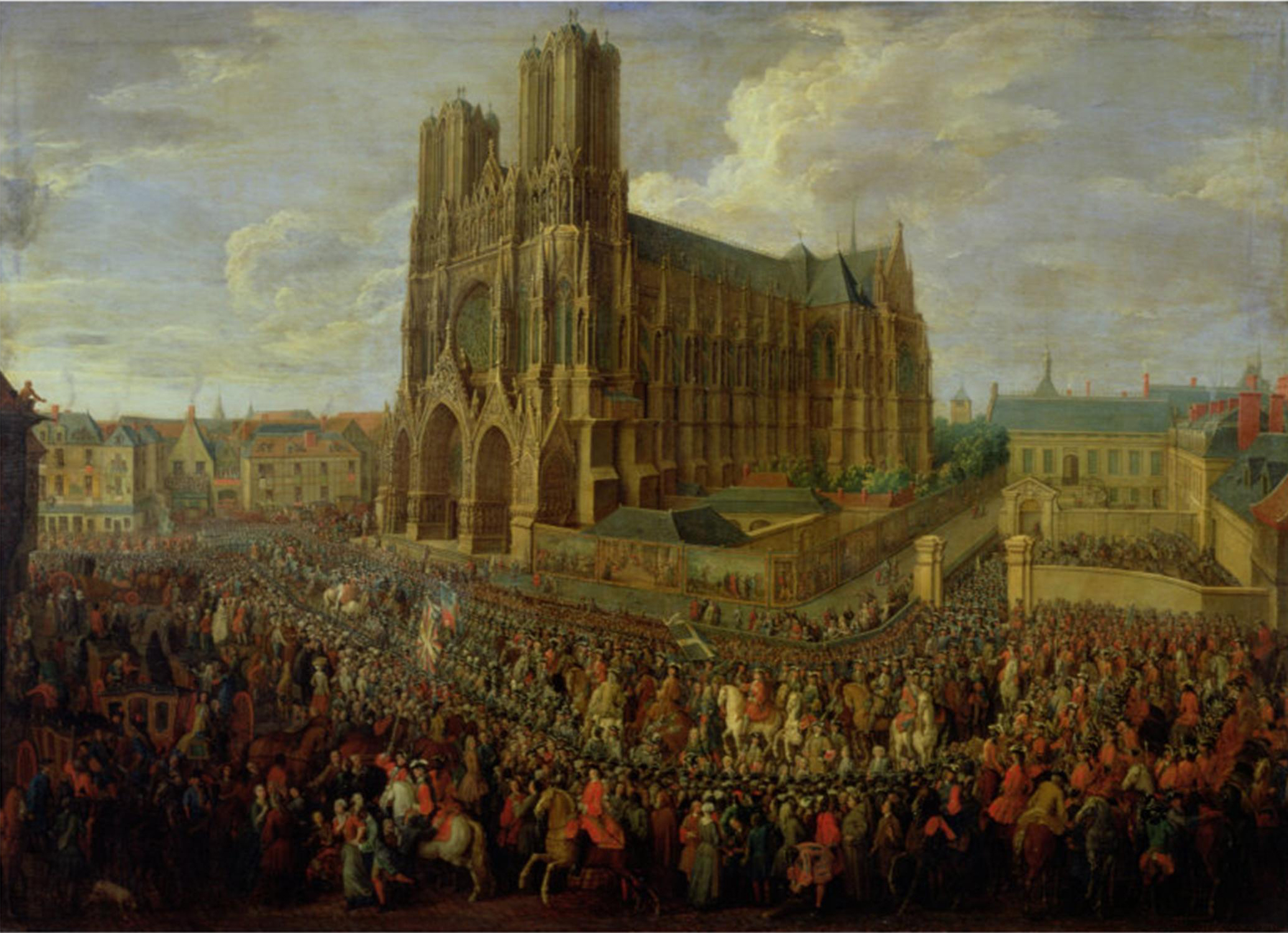
Sacre du Roi, devant la cathédrale de Reims.

- Chasse de Louis XIV à Chantilly (1671-1693), musée de la vénerie, Senlis.
- Vue du château et des jardins de Fontainebleau (1722), musée du château de Fontainebleau.
- Vue du château de Versailles du côté de la place d'Arme (1722), château de Versailles.
- La Sortie du lit de Justice, le 12 septembre 1715, château de Versailles.
- Vue du château de Meudon (1723), château de Versailles.
- Vue de Rouen prise de Saint Sever (v. 1715-1720), huile sur toile, 80 × 201 cm, Musée des beaux-arts, Rouen.
- Vue perspective d'un château et d'un parc, (1711), huile sur toile, 109 × 87,5 cm, Musée des Beaux-Arts de Rouen.
- Vue du bassin d'Apollon et du Grand Canal de Versailles (v. 1713), huile sur toile, château de Versailles.
- Louis XIV recevant les condoléances du nonce et des ambassadeurs sur la mort de Monseigneur, le lundi 27 avril 1711, dans la chambre du roi au château de Versailles., vers 1711-1725, huile sur toile, Musée d'art et d'histoire de Meudon, inv. 2004-3-1. Œuvre restaurée en 2016.
- Un pape et trois saintes tenant des palmes, dessin, 12 x 16 cm, Gray (Haute-Saône), musée Baron-Martin.
- Cavalcade de Louis XV dit aussi La Cavalcade le lendemain du Sacre à Reims (26 octobre 1722), vers 1722-1724, gouache sur papier, 80 x 107 cm, Reims, musée Le Vergeur